# Anisostagma
Anisostagma — рід грибів родини Halosphaeriaceae. Назва вперше опублікована 1996 року.

## Класифікація
До роду Anisostagma відносять 1 вид:
- Anisostagma rotundatum